# Selaginella denticulata
Selaginella denticulata, der Gezähnte Moosfarn, ist eine Pflanzenart der Gattung Moosfarne (Selaginella) innerhalb der Familie der Moosfarngewächse (Selaginellaceae).

## Beschreibung

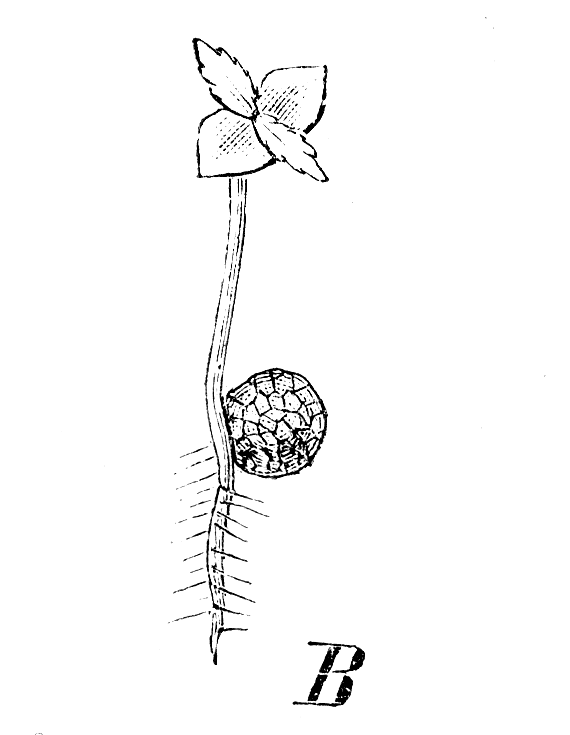
Illustration von Megaspore und junger Pflanze

Selaginella denticulata ist eine ausdauernde krautige Pflanze und erreicht Wuchshöhen von 0,4 bis 10 Zentimetern. Die dem Erdboden  angedrückten, flachen Triebe haben vier Reihen paarweise ungleiche Blätter. Zwei kleinere, dem Stängel anliegende und seitlich davon je ein größeres, abstehendes Blättchen. Letztere ist bis zu 2,5 Millimeter lang und hat feine Sägezähne.
Die nicht scharf abgegrenzten Sporangienähren sind sitzend. 
Sporenreife ist im April bis August.
Die Chromosomenzahl beträgt x =9; die Chromosomenzahl ist 2n = 18.

## Vorkommen
Das Verbreitungsgebiet umfasst den Mittelmeerraum und die Kanarischen Inseln. In Europa kommt der Gezähnte Moosfarn in Portugal, Spanien, Frankreich, Italien, Kroatien, Montenegro, Nordmazedonien, Albanien und Griechenland vor. Selaginella denticulata gedeiht meist an frischen, schattigen Standorten.

## Taxonomie
Der Gezähnte Moosfarn wurde 1753 von Carl von Linné in Species Plantarum Tomus II, S. 1106 als Lycopodium denticulatum erstbeschrieben. Die Art wurde 1838 von Anton Friedrich Spring in Flora; oder (allgemeine) botanische Zeitung Band 21 S. 149 als Selaginella denticulata (L.) Spring in die Gattung Selaginella gestellt.